# Françoise Nyssen
Françoise Nyssen (Etterbeek, 9 juni 1951) is een Belgische-Franse scheikundige, stedenbouwkundige en uitgever. Van 17 mei 2017 tot 16 oktober 2018 was zij minister van Cultuur was in de regering van premier Édouard Philippe.

## Levensloop
Françoise Nyssen, die de Belgische en Franse nationaliteit bezit, is de dochter van de schrijver en hoogleraar Hubert Nyssen, die in 1968 met zijn tweede vrouw naar Arles trok en er de boekhandel en uitgeverij Actes Sud oprichtte.
In 1972 promoveerde ze tot licentiaat in de scheikunde aan de Université libre de Bruxelles (ULB). Aan het Institut Saint-Luc in Brussel behaalde ze het diploma van stedenbouwkundige (1975-1978) en werd ambtenaar op de directie architectuur van het Franstalige Belgisch ministerie van Leefmilieu.

## Uitgever
In 1980 werd ze uitgever, als afgevaardigde bestuurder van de coöperatieve uitgeverij Paradou. In 1987 werd ze vennoot van haar vader en werd ze voorzitter van de uitgeverij Actes Sud in Arles. Samen met haar tweede man, de landbouwkundige Jean-Paul Capitani, beheerde ze de boekhandel Actes Sud in Arles. De boekhandel groeide uit tot een veelzijdig cultureel centrum.
Geïnteresseerd door de antroposofie, stichtte ze in 2014, samen met haar man, de steinerschool 'Domaine du possible'. Dit was meteen een herinnering aan haar zoon, die een moeilijke leerling was en in 2012 zelfmoord pleegde.

## Politiek
In 2007, naar aanleiding van de parlementsverkiezingen, ondertekende ze een manifest ter ondersteuning van Ségolène Royal.
Van 17 mei 2017 tot 16 oktober 2018 was zij minister van Cultuur in de regering van Édouard Philippe.
- Bibliothèque nationale de France: cb16707466x (data)
- Gemeinsame Normdatei: 1185082360
- International Standard Name Identifier: 0000 0004 1841 3401
- Library of Congress Control Number: n2019035780
- Système universitaire de documentation: 059198958
- Virtual International Authority File: 305144895
- WorldCat: E39PBJbxCgC8tfGGg9CYKvkRrq